# Штубенберг (Баварія)
Штубенберг ( Stubenberg) — громада в Німеччині, розташована в землі Баварія. Підпорядковується адміністративному округу Нижня Баварія. Входить до складу району Ротталь-Інн. Складова частина об'єднання громад Ерінг.
Площа — 18,18 км2. Населення становить 1430 ос. (станом на 31 грудня 2020).